# Йосипина Урбанчич
Йосипина Урбанчич, публикувала под творческия псевдоним Йосипина Търнограйска (на словенски: Josipina Urbančič - Turnograjska), е една от първите словенски писателки, поетеси и композиторки.

## Биография
Йосипина е родена в замъка Търн в тогавашната Австрийска империя (сега част от община Преддвор), от която също произлиза псевдонимът ѝ Търнограйска (буквално „от замъка Търн“). Когато изпраща първата си творба до редактора на литературното списание „Словенска Бчела“ (Slovenska Bčela) тя обяснява избора на име: „Славянските синове имат желание да покажат своята сила и стойност. Защо славянските дъщери не трябва да имат същото желание? Ето защо реших да опитам да напиша нещо на своя лек език и смея да изпратя на дневна светлина една история от моята колекция и да ви помоля да я включите във вашата публикация. Нека името ми бъде Йосипина Търнограйска, тъй като замъкът Търн е моят дом.“
Бащата на Йосипина почива, когато бъдещата писателка е едва на осем години. Обучавана е от частни преподаватели по музика, религия, латински и италиански език. След 1849 г. нов преподавател разширява предметите от нейното обучение и сега те вече включват древногръцки, природни науки и история, с особен акцент върху словенския и историята на славянските народи. Това се оказва катализаторът за събуждането на националния ентусиазъм в Йосипина и именно тоя я вдъхновява, да стане писателка.
През 1850 г. Йосипина е сгодена за Ловро Томан, поет, който по-късно става успешен адвокат и влиятелен политик. Томан учи право в Грац и по време на годежа им двамата поддържат обширна кореспонденция. Оцеляват над хиляда писма, дълги до двайсет и пет страници. През 1853 г. двамата са женени и поради работата на Томан се преместват за постоянно в Грац. Йосипина намира там смъртта си година по-късно след комбинация от усложнения при раждане и морбили. Тя е едва на 21 години.

## Творчество
Йосипина притежава разширени познания по словенска и европейска литература и силно се възхищава на поезията на Франс Прешерен, чийто стил копира в собственото си писане. Вдъхновяват я и немските писатели-романтици, както и популярните приключенски романи. В произведенията на младата писателка има акцент върху ролята на жените писателки, както и в националното пробуждане. Работата ѝ бива оценена в други области на славяно-говорещия свят (Русия и Чешките земи), главно защото пише на славянски език. В периода след падането на абсолютния режим на Меттерних, строгата цензура е разхлабена и културните дейности с по-силна словенска и славянска нотка започват да процъфтяват.
В краткия си творчески живот Йосипина Търнограйска написва около тридесет истории, като първата създава, когато е едва на седемнадесет. Подбира своя материал от историята на словенците и други славянски народи, както и от популярните легенди. Освен акцентира на поетичните описания на природата. Пет нейни разкази са публикувани в литературните списания „Словенската пчела“, редактирани от Антон Янежич, три в Зора и един в алманаха Водников паметник. Около двадесет текста остават непубликувани към момента на нейната смърт.
Едно от най-известните ѝ произведения е приказката за Вероника от Десенице, трагична героиня от епохата на Ренесанса, която бива убита поради участието си в любовна афера в двора на графовете Целе. В историята е разработен мотива на Вероника като славянска героиня. Друга история, Рожманова Ленчица, също представи женска героиня от 15 век, която отива да се бие срещу турците на мястото на убития си баща и се завръща да се омъжи за любовника си на остров Блед. Други важни истории включват „Предателство и помирение“, за албанския герой Скендербег, „Повест за българския херцог Борис“ за покръстването на българите в християнството, и историята „Славянски мученик“ за словашкия политически герой Вилко Шулек, екзекутиран от унгарците. В „Сватбой пущавник“ (отшелникът Сватобой) тя пише за победен водач, който отива в пустинята, където разпознава важността на живота.
Освен това, Йосипина е автор и на две стихотворения: Zmiraj krasna je narava (Винаги красива е природата) и Donava (Дунав). Съставила е и редица песни за пианото със словенска лирика.